# 神話公演列表
神話公演列表主要紀錄韓國男子團體 神話 歷年之專場演唱會、粉絲見面會、專輯showcase以及其他大型公開演出。
自2001年1月首場演唱會「2001 First Mythology 1st Live Concert」迄今，神話已舉辦過21回大型專場（暨巡迴）演唱會，並留下許多「第一」的紀錄。神話是第一個在首場、10周年與20周年皆在韓國具代表性的大型場館「首爾奧林匹克體操競技場」舉辦演唱會的團體，同時也是第一個全程使用「Live Band」進行演唱會表演的偶像組合，他們在海外的演唱會同樣也比照在韓國時使用Live Band演出。2006年，神話成為第一組在日本音樂人的最高殿堂「武道館」進行演出的韓國團體，並且也是第一組在新加坡舉辦專場演唱會的韓國藝人。此外，他們也是非常少數能在「首爾奧林匹克主競技場」舉辦過演唱會的歌手之一，這個能容納近7萬名觀眾的場地被認為是具「時代性意義」的歌手才能在此舉辦專場演唱會。2016年，他們以2015年度舉辦的「2015 Shinhwa 17th Anniversary Concert「WE」」與「2015 Shinhwa 17th Anniversary Finale Concert『WE\SHINHWA』」獲得INTERPARK第11屆金票獎「國內演唱會音樂人獎」，評選理由除演唱會門票均售罄外，神話也在海外預售上展示了他們絕佳的全球票務實力。
其他大型公開演出方面，他們在1998-1999年、2002-2004年皆參與了韓國具代表性，有「偶像團體聖地」之稱的年度大型演唱會「夢想演唱會」。在K-pop第一、二代期間，由粉絲在場內高舉的應援色氣球便可看出當年度最受歡迎的偶像是誰，神話被認為在02、04年間，與另一男子團體G.o.d分庭抗禮：「體育場被淡藍色和橙色的波浪淹沒（경기장은 하늘색과 주황색 물결로 넘실댔다）」。而在海外演出部分，較特別的是他們曾於2000年3月30日-4月3日間到台灣進行4天的專輯宣傳，並在台灣的唱片行舉辦簽售活動，當年度8月又再次來台參加MTV中文台舉辦的「夏日音樂高峰會」，以三輯中的曲目進行表演。2001年7月則參加中國中央電視台的「CCTV-MTV音樂盛典」，除獲獎外也與華語樂壇公認的巨星郭富城合作攜手舞台演出。另外，神話也是少數到過北韓平壤進行表演的藝人之一。
以下為神話歷年公開演出資料。

## 專場演唱會
| 2001 First Mythology 1st Live Concert |      |      |                        |
| 日期                                  | 國家 | 城市 | 場地                   |
| 2001年1月13日                         |      | 首爾 | 首爾奧林匹克體操競技場 |
| 2001年1月14日                         |      | 首爾 | 首爾奧林匹克體操競技場 |

| The Everlasting Mythlolgy |      |      |                  |
| 日期                      | 國家 | 城市 | 場地             |
| 2003年4月18日             |      | 首爾 | SK奧林匹克手球館 |
| 2003年4月19日             |      | 首爾 | SK奧林匹克手球館 |
| 2003年4月20日             |      | 首爾 | SK奧林匹克手球館 |

本次演唱會三日共五場演出。
| Winter Story Tour 2003-04 |        |                        |                        |
| 日期                      | 國家   | 城市                   | 場地                   |
| 2003年12月30日            |        | 首爾                   | 首爾奧林匹克體操競技場 |
| 2003年12月31日            |        | 首爾                   | 首爾奧林匹克體操競技場 |
| 2004年1月4日              | 釜山   | KBS電視台音樂廳        |                        |
| 2004年1月10日             | 大田   | 大田貿易展示館         |                        |
| 2004年1月31日             | 富川市 | 富川室內體育館         |                        |
| 2004年2月7日（16：00）    | 大邱   | 大邱會展中心           |                        |
| 2004年2月7日（19：30）    | 大邱   | 大邱會展中心           |                        |
| 2004年2月14日             | 光州   | 光州東江大學體育館     |                        |
| 2004年2月21日（第一場）   | 首爾   | 首爾奧林匹克體操競技場 |                        |
| 2004年2月21日（第二場）   | 首爾   | 首爾奧林匹克體操競技場 |                        |

| 神話東京（線上直播）演唱會 | 神話東京（線上直播）演唱會 | 神話東京（線上直播）演唱會 | 神話東京（線上直播）演唱會 |
| -------------------------- | -------------------------- | -------------------------- | -------------------------- |
| 日期                       | 國家                       | 城市                       | 場地                       |
| 2004年3月13日              | 日本                       | 東京                       | Zepp Hall                  |

Music City（ www.muzcast.com）、Empas（www.empas.com）和TV（www. terebi.co.kr )三網站在線免費直播，海外演出通過衛星在網路上實時轉播。合作公司 Hanwha S&C 首次將數位版權管理（DRM）應用在通過衛星傳輸的網路現場表演內容。
| 神話夏日物語2004 | 神話夏日物語2004 | 神話夏日物語2004 | 神話夏日物語2004 |
| ---------------- | ---------------- | ---------------- | ---------------- |
| 日期             | 國家             | 城市             | 場地             |
| 2004年8月18日    |                  | 京畿道龍仁郡     | 愛寶樂園         |

本次演唱會為「神話夏日物語2004」活動項目之一。2004年8月16-19日期間，神話在龍仁愛寶樂園與陽智滑雪渡假村舉辦4天3夜與中、日、韓三國粉絲共樂的慶典Camp活動，內容包含音樂會、神話展覽、珍品拍賣與神話舞蹈學習等活動。活動為韓國觀光公社主辦。
| Winter Story 2004-05「우리는 신화입니다」 |      |      |                           |
| 日期                                      | 國家 | 城市 | 場地                      |
| 2004年12月19日（第一場）                  |      | 首爾 | 三成洞 COEX Mall 大西洋廳 |
| 2004年12月19日（第二場）                  |      | 首爾 | 三成洞 COEX Mall 大西洋廳 |

| SHINHWA Live in Japan 2005 |      |        |                      |
| 日期                       | 國家 | 城市   | 場地                 |
| 2005年1月21日              | 日本 | 大阪市 | 大阪府立國際會議中心 |
| 2005年1月23日              | 日本 | 東京   | 東京國際論壇         |

兩日共三場演唱會，本次演唱會收入部分捐贈與印尼海嘯受災民眾。
| SHINHWA, Summer Story Festival 2005 |      |      |                      |
| 日期                                | 國家 | 城市 | 場地                 |
| 2005年6月5日                        |      | 首爾 | 首爾奧林匹克主競技場 |

由於2004年底舉辦的「Winter Story 2004-05」演唱會因活動公司規劃座位不良，導致開演時間延遲、部分粉絲無法觀賞演唱會，神話便策劃此次演唱會作為補償。
| Shinhwa 2006 Tour「State Of The Art」 |        |        |                        |
| 日期                                  | 國家   | 城市   | 場地                   |
| 2006年5月13日                         |        | 首爾   | 首爾奧林匹克體操競技場 |
| 2006年5月14日                         |        | 首爾   | 首爾奧林匹克體操競技場 |
| 2006年7月8日                          | 中国   | 上海   | 上海體育館             |
| 2006年7月15日                         |        | 釜山   | 釜山會展中心1號展廳    |
| 2006年8月19日                         | 泰國   | 曼谷   | 曼谷IMPACT會展中心     |
| 2006年9月10日                         | 新加坡 | 新加坡 | 新加坡室內體育館       |

| Shinhwa 2006 Japan Tour「Inspiration #1」 |      |        |              |
| 日期                                      | 國家 | 城市   | 場地         |
| 2006年9月24日                             | 日本 | 東京   | 日本武道館   |
| 2006年9月26日                             | 日本 | 大阪市 | 大阪城音樂廳 |

| Shinhwa 2007 Japan Tour「Shinhwa Forever」 |      |        |                    |
| 日期                                       | 國家 | 城市   | 場地               |
| 2007年12月6日                              | 日本 | 名古屋 | 名古屋市綜合體育館 |
| 2007年12月8日                              | 日本 | 埼玉   | 埼玉超級競技場     |
| 2007年12月9日                              | 日本 | 埼玉   | 埼玉超級競技場     |
| 2007年12月15日                             | 中国 | 上海   | 虹口足球場         |

| Shinhwa Must Go On：10th Anniversary Live in Seoul |      |      |                        |
| 日期                                               | 國家 | 城市 | 場地                   |
| 2008年3月29日                                      |      | 首爾 | 首爾奧林匹克體操競技場 |
| 2008年3月30日                                      |      | 首爾 | 首爾奧林匹克體操競技場 |

| 2012 Shinhwa Grand Tour「The Return」 |        |        |                        |
| 日期                                  | 國家   | 城市   | 場地                   |
| 2012年3月24日                         |        | 首爾   | 首爾奧林匹克體操競技場 |
| 2012年3月25日                         |        | 首爾   | 首爾奧林匹克體操競技場 |
| 2012年4月30日                         | 中国   | 上海   | 上海體育館             |
| 2012年5月12日                         | 臺灣   | 台北   | 台北南港展覽館1館      |
| 2012年5月29日                         | 日本   | 橫濱   | 橫濱體育館             |
| 2012年5月30日                         | 日本   | 橫濱   | 橫濱體育館             |
| 2012年6月2日                          | 日本   | 神戶   | 神戶世界紀念館         |
| 2012年6月16日                         | 新加坡 | 新加坡 | 聖淘沙名勝世界         |
| 2012年6月30日                         | 中国   | 廣州   | 廣州體育學院體育館     |
| 2012年7月7日                          | 中国   | 北京   | 五棵松體育館           |

| 2013 Shinhwa 15th Anniversary Concert「The Legend Continues」 |      |      |                        |
| 日期                                                          | 國家 | 城市 | 場地                   |
| 2013年3月16日                                                 |      | 首爾 | 首爾奧林匹克體操競技場 |
| 2013年3月16日                                                 |      | 首爾 | 首爾奧林匹克體操競技場 |

| 2013 Shinhwa Grand Tour「The Classic」 |      |      |                        |
| 日期                                   | 國家 | 城市 | 場地                   |
| 2013年6月8日                           | 香港 | 香港 | 亞洲國際博覽館         |
| 2013年6月22日                          | 中国 | 上海 | 梅賽德斯-奔馳文化中心  |
| 2013年7月6日                           | 臺灣 | 台北 | 南港101文創會館        |
| 2013年7月7日                           | 臺灣 | 台北 | 南港101文創會館        |
| 2013年7月13日                          | 日本 | 東京 | 幕張展覽館-活動大廳    |
| 2013年7月14日                          | 日本 | 東京 | 幕張展覽館-活動大廳    |
| 2013年7月15日                          | 日本 | 東京 | 幕張展覽館-活動大廳    |
| 2013年7月20日                          | 中国 | 北京 | 萬事達中心             |
| 2013年8月3日                           |      | 首爾 | 首爾奧林匹克體操競技場 |
| 2013年8月4日                           |      | 首爾 | 首爾奧林匹克體操競技場 |

| 2014 Shinhwa 16th Anniversary Concert「HERE」 |      |      |                        |
| 日期                                          | 國家 | 城市 | 場地                   |
| 2014年3月22日                                 |      | 首爾 | 首爾奧林匹克體操競技場 |
| 2014年3月23日                                 |      | 首爾 | 首爾奧林匹克體操競技場 |

| 2015 Shinhwa 17th Anniversary Concert「WE」                  |      |      |                        |
| 日期                                                         | 國家 | 城市 | 場地                   |
| 2015年3月21日                                                |      | 首爾 | 首爾奧林匹克體操競技場 |
| 2015年3月22日                                                |      | 首爾 | 首爾奧林匹克體操競技場 |
| 2015年5月9日                                                 | 中国 | 上海 | 梅賽德斯-奔馳文化中心  |
| 2015年5月16日                                                | 臺灣 | 台北 | 台北南港展覽館1館      |
| 2015年6月20日                                                | 中国 | 南京 | 南京奧林匹克體育中心   |
| 2015年6月27日                                                | 中国 | 北京 | 萬事達中心             |
| 2015年7月11日                                                | 中国 | 大連 | 大連體育中心體育館     |
| 2015 Shinhwa 17th Anniversary Finale Concert「WE \ SHINHWA」 |      |      |                        |
| 2015年8月22日                                                |      | 首爾 | 首爾奧林匹克體操競技場 |
| 2015年8月23日                                                |      | 首爾 | 首爾奧林匹克體操競技場 |

| 2016 Shinhwa 18th Anniversary Concert「HERO」」 |      |      |                        |
| 日期                                            | 國家 | 城市 | 場地                   |
| 2016年3月26日                                   |      | 首爾 | 首爾奧林匹克體操競技場 |
| 2016年3月26日                                   |      | 首爾 | 首爾奧林匹克體操競技場 |

| 2016-2017 Shinhwa Live Tour「UNCHANGING」 |      |          |                   |
| 日期                                      | 國家 | 城市     | 場地              |
| 2016年12月17日                            |      | 高陽     | KINTEX            |
| 2016年12月18日                            |      | 高陽     | KINTEX            |
| 2017年2月4日                              | 臺灣 | 台北     | 台北南港展覽館1館 |
| 2017年2月11日                             |      | 釜山     | BEXCO 1號展廳     |
| 2017年2月25日                             | 大邱 | EXCO 1樓 |                   |

| 2017 Shinhwa Summer Live「MOVE」 |      |      |                                 |
| 日期                             | 國家 | 城市 | 場地                            |
| 2017年6月17日                    |      | 首爾 | 首爾奧林匹克主競技場 輔助體育場 |
| 2017年6月18日                    |      | 首爾 | 首爾奧林匹克主競技場 輔助體育場 |

| 2018 Shinhwa 20th Anniversary Concert「HEART」 |      |      |                                |
| 日期                                           | 國家 | 城市 | 場地                           |
| 2018年10月6日                                  |      | 首爾 | 首爾奧林匹克體操競技場         |
| 2018年10月6日                                  |      | 首爾 | 首爾奧林匹克體操競技場         |
| 2018年10月13日                                 | 臺灣 | 台北 | 臺北小巨蛋                     |
| 2018年11月24日                                 | 香港 | 香港 | 亞洲國際博覽館 8 號館、10 號館 |

| 2019 Shinhwa 21th Anniversary Concert「CHAPTER 4」 |      |      |                        |
| 日期                                               | 國家 | 城市 | 場地                   |
| 2019年4月20日                                      |      | 首爾 | 首爾奧林匹克體操競技場 |
| 2019年4月21日                                      |      | 首爾 | 首爾奧林匹克體操競技場 |

## 粉絲見面會
| SHINHWA CHANGJO 1st FANMEETING |      |      |                  |
| 日期                           | 國家 | 城市 | 場地             |
| 1998年10月25日                 |      | 首爾 | 淑明女子大學禮堂 |

| SHINHWA CHANGJO 2nd FANMEETING |      |      |                        |
| 日期                           | 國家 | 城市 | 場地                   |
| 1999年8月8日                   |      | 首爾 | 奧林匹克公園舉重體育館 |

| SHINHWA CHANGJO 3rd FANMEETING |      |      |                        |
| 日期                           | 國家 | 城市 | 場地                   |
| 2000年5月21日                  |      | 首爾 | 首爾奧林匹克體操競技場 |

| SHINHWA CHANGJO 4th FANMEETING |      |      |                |
| 日期                           | 國家 | 城市 | 場地           |
| 2000年11月19日                 |      | 首爾 | 蠶室學生體育館 |

| SHINHWA CHANGJO 5th FANMEETING |      |      |                      |
| 日期                           | 國家 | 城市 | 場地                 |
| 2001年10月28日                 |      | 首爾 | 首爾奧林匹克主競技場 |

| SHINHWA CHANGJO 6th FANMEETING |      |      |                |
| 日期                           | 國家 | 城市 | 場地           |
| 2003年5月10日                  |      | 首爾 | 蠶室室內體育館 |

| Have fun with SHINHWA on m.net tour |      |      |                         |
| 日期                                | 國家 | 城市 | 場地                    |
| 2003年9月29日                       |      | 首爾 | 成均館大學600周年紀念館 |

本次見面會是日本衛星頻道KNTV與當時的m.net頻道合作，以「讓我們有機會遇見神話並訪問韓國」為宗旨召募日本粉絲包團到韓國參加專屬見面會並旅遊的活動。參加費用約為12萬日幣，總共招募約500名粉絲。
| 神話出道六周年粉絲見面會（신화 데뷔 6주년 기념 팬미팅） |      |      |                |
| 日期                                                    | 國家 | 城市 | 場地           |
| 2004年2月28日                                           |      | 首爾 | 世宗大學大洋堂 |

| SHINHWA CHANGJO 7th FANMEETING |      |      |                        |
| 日期                           | 國家 | 城市 | 場地                   |
| 2005年1月30日                  |      | 首爾 | 首爾奧林匹克體操競技場 |

| 神話夏日物語亞洲粉絲見面會2005（신화 서머스토리 아시아 팬미팅 2005） |      |      |                          |
| 日期                                                                 | 國家 | 城市 | 場地                     |
| 2005年6月4日                                                         |      | 首爾 | 首爾兒童大公園圓頂藝術廳 |

本次見面會以夏令營的形式召開，招募來自日本、中國、台灣、香港與印尼...等國家的海外粉絲參與，日本資深藝人石田純一特別出席參加，會中韓國觀光公社並頒發韓流感謝牌致贈神話 。
| Shinhwa Forest - Shinhwa Village Birthday Party in the Forest |      |        |                |
| 日期                                                          | 國家 | 城市   | 場地           |
| 2006年2月5日                                                  |      | 富川市 | 富川室內體育館 |

「Shinhwa Forest」見面會是神話粉絲為了替一、二月生日的成員Andy、Eric慶生聯繫經紀公司Good娛樂自主籌畫，Eric因拍攝MBC電視劇《狼》受重傷當天無法出席，其餘成員皆有參與  。
| 神話日本官方粉絲見面會「傳奇（더 리전드）」 |      |      |            |
| 日期                                        | 國家 | 城市 | 場地       |
| 2006年11月23日（13：00）                    | 日本 | 東京 | 兩國國技院 |
| 2006年11月23日（17：00）                    | 日本 | 東京 | 兩國國技院 |

「傳奇」見面會為神話首次在日本舉行的正式粉絲見面會，當天也是日本官方粉絲Club的開幕式 。
| SHINHWA CHANGJO 8th FANMEETING 「Mission Impossible SHINHWA 0210」 |      |      |                |
| 日期                                                               | 國家 | 城市 | 場地           |
| 2007年2月10日                                                      |      | 首爾 | 蠶室室內體育館 |

| 2015 SHINHWA JAPAN FANMEETING「10 X 10 Party」 |      |        |                |
| 日期                                           | 國家 | 城市   | 場地           |
| 2015年10月10日（第一場）                       | 日本 | 千葉縣 | 幕張Event Hall |
| 2015年10月10日（第二場）                       | 日本 | 千葉縣 | 幕張Event Hall |

| SHINHWA TWENTY FANPARTY「ALL YOUR DREAMS」 |      |      |                  |
| 日期                                       | 國家 | 城市 | 場地             |
| 2018年3月24日                              |      | 首爾 | SK奧林匹克手球館 |
| 2018年3月25日                              |      | 首爾 | SK奧林匹克手球館 |
| 2018年5月14日                              | 日本 | 東京 | Zepp Tokyo       |
| 2018年5月15日                              | 日本 | 東京 | Zepp Tokyo       |

## 專輯showcase
| 正規七輯《Brand New》 | 正規七輯《Brand New》 | 正規七輯《Brand New》 | 正規七輯《Brand New》      |
| --------------------- | --------------------- | --------------------- | -------------------------- |
| 日期                  | 國家                  | 城市                  | 場地                       |
| 2004年9月17日         |                       |                       | 首爾奧林匹克公園舉重體育場 |

## 頒獎典禮
| 日期           | 活動名稱            | 國家 | 場地                       | 備註                           |
| -------------- | ------------------- | ---- | -------------------------- | ------------------------------ |
| 2001年7月20日  | CCTV-MTV音樂盛典    | 中国 | 北京中央電視台一號演播大廳 | [ 59 ]                         |
| 2004年12月10日 | 第15屆 首爾歌謠大賞 |      | 慶熙大學和平殿堂           | [ 60 ]                         |
| 2004年12月29日 | 2004 SBS歌謠大戰    |      | 三成洞 COEX Mall 大西洋廳  | [ 61 ]                         |
| 2004年12月30日 | 2004 KBS歌謠大賞    |      | KBS Hall                   | 特別合作舞台：7080 Jam Concert |
|                |                     |      |                            |                                |

## 其他大型公演

### 夢想演唱會
| 日期          | 舉辦地點       | 本年度名稱     | 表演曲目                                                                  | 備註                    |
| ------------- | -------------- | -------------- | ------------------------------------------------------------------------- | ----------------------- |
| 1998年5月23日 | 首爾綜合運動場 |                | 終結者                                                                    |                         |
| 1999年5月15日 | 首爾綜合運動場 |                | T.O.P.、Yo！                                                              |                         |
| 2002年4月20日 | 首爾綜合運動場 |                | Perfect Man                                                               |                         |
| 2003年        | 首爾綜合運動場 |                |                                                                           |                         |
| 2004年6月5日  | 首爾綜合運動場 |                | 你的婚禮 (너의 결혼식)、Perfect Man                                       | 金烔完 擔任主持人       |
| 2005年7月9日  | 首爾綜合運動場 | 2005 I-CONCERT | 申彗星：떠나지마/不要離開、같은생각/相同的想法 李玟雨：비야/雨 、Overdoze | JunJin、Andy 擔任主持人 |

### 其他公演
| 日期             | 活動名稱                                   | 國家                     | 場地                                                                                         | 備註                                                                |
| ---------------- | ------------------------------------------ | ------------------------ | -------------------------------------------------------------------------------------------- | ------------------------------------------------------------------- |
| 1998年6月13日    | 新聞基金籌款藍色演唱會                     |                          | 首爾獎忠體育館                                                                               | 為因亞洲金融風暴而被解雇的新聞從業人員舉辦的慈善募款演唱會          |
| 1998年10月17日   | 「關愛營養不良兒童」演唱會                 | 首爾奧林匹克主競技場     |                                                                                              |                                                                     |
| 1999年6月26日    | 「讓我們玩得開心（NOLJA）」演唱會          | 首爾奧林匹克體操競技場   | 韓國禁毒運動本部主辦，國際禁毒日之紀念演唱會                                                 |                                                                     |
| 1999年8月1日     | 「節奏天堂（리듬천국）」演唱會             | 釜山海雲台               | m.net頻道音樂節目《節奏天堂（리듬천국）》所舉辦的大型演唱會                                  |                                                                     |
| 1999年8月15日    | 「多樣性共存 Let's Play」演唱會            | 光化門市民開放廣場       | 韓國文化觀光部主辦，「千禧年青年文化節：青年路節1999」系列活動                               |                                                                     |
| 1999年8月28日    | Speed 012 Concert                          | 首爾奧林匹克主競技場     |                                                                                              |                                                                     |
| 1999年10月2日    | 雪嶽之夜–千禧演唱會                        | 江原道束草體育場         |                                                                                              |                                                                     |
| 1999年10月30日   | 2000 Fingers Concert                       | 首爾獎忠體育館           | 韓國最早的PC通訊龍頭「천리안(Chollian)」 為慶祝兩百萬付費用戶舉辦的演唱會                    |                                                                     |
| 1999年10月31日   | 99超級千禧演唱會                           | 清州忠北國立大學體育場   |                                                                                              |                                                                     |
| 1999年11月20日   | SM Festival                                | 首爾奧林匹克體操競技場   | SM的H.O.T.、S.E.S.與神話共同參與的聯合演唱會                                                 |                                                                     |
| 2000年6月11日    | 和平統一演唱會                             | 高陽市一山湖水公園       |                                                                                              |                                                                     |
| 2000年7月22日    | iCBN「電影演唱會」                         | 首爾奧林匹克主競技場     | iCBN頻道慶祝開播演唱會                                                                       |                                                                     |
| 2000年8月9日     | 2000 Fusion Love Tour Concert with Khai    | 釜山慶星大學             | 聯合國兒童基金會韓國委員會與m.net頻道舉辦的巡迴演唱會 一共巡迴六個城市，釜山場由神話負責主持 |                                                                     |
| 2000年8月12日    | MTV中文台：夏日音樂高峰會                  | 臺灣                     | 台北中山足球場                                                                               | 本年夏日音樂高峰會分為8月12、13兩日舉行，神話參與第一天演出         |
| 2000年8月30日    | m.net頻道：Mega Concert                    |                          | 首爾教育文化會館大劇院                                                                       |                                                                     |
| 2000年10月8日    | 愛的演唱會                                 | 仁川公共體育場棒球場     | 為生活陷入困境的資深藝人舉辦的慈善演唱會                                                     |                                                                     |
| 2000年10月14日   | E-GameNet LOVE演唱會                       | 奧林匹克公園88草坪廣場   |                                                                                              |                                                                     |
| 2000年10月18日   | KMTV頻道：Music Tank 秋季音樂會            | KMTV公共大廳             |                                                                                              |                                                                     |
| 2000年12月2日    | SM Family Day                              | 首爾奧林匹克體操競技場   | 為持有SM娛樂股票的股東舉辦的演唱會                                                           |                                                                     |
| 2000年12月21日   | 東大門Doota「顧客答謝日-愛的音樂會」       | 東大門Doosan Tower       |                                                                                              |                                                                     |
| 2001年7月27-29日 | KBS Cool FM「仲夏夜家庭音樂節」            | 汝矣島漢江公園           |                                                                                              |                                                                     |
| 2001年9月23日    | 萬人召集演唱會（MBC 游擊演唱會）           | 水原京畿大學             | 9月23日為播出日期                                                                            |                                                                     |
| 2001年10月30日   | m.net頻道：Showking-m 戶外演唱會           | 安養中央公園             |                                                                                              |                                                                     |
| 2001年11月2日    | SM中國希望工程捐款演出                     | 中国                     |                                                                                              |                                                                     |
| 2001年12月15日   | SM四大天王演唱會                           | 中国                     | 北京工人體育館                                                                               |                                                                     |
| 2001年12月16日   | SM四大天王演唱會                           | 中国                     | 上海大舞台                                                                                   |                                                                     |
| 2002年1月19日    | 「文熙俊、Kangta、神話」Big3演唱會         |                          | 大田貿易展示館                                                                               |                                                                     |
| 2002年3月27日    | 「Becoming Real Friends」2002 True Concert | 首爾奧林匹克主競技場     | Thrunet-MBC客戶答謝演唱會                                                                    |                                                                     |
| 2002年4月18日    | 「亞洲！我們是一體的！GO16」演唱會         | 慶熙大學和平殿堂         | 韓亞航空主辦，觀眾以2002年世界盃日韓選手與海外來觀戰球迷為主                                 |                                                                     |
| 2002年4月27日    | 為青少年自由充電演唱會                     | 成均館大學               | SBS電視台主辦，共巡迴五個城市，神話參與首爾場                                                |                                                                     |
| 2002年4月30日    | 和平音樂會                                 | 京義線都羅山站           |                                                                                              |                                                                     |
| 2002年5月1日     | 「準備工作結束，還有30天！」D-30 盛大慶典  | 首爾世界盃競技場         | 韓國世界杯組委會（KOWOC）主辦                                                                |                                                                     |
| 2002年5月1日     | 必勝韓國演唱會                             | 首爾奧林匹克主競技場     | SBS電視台主辦，為2002年世界盃應援演唱會                                                      |                                                                     |
| 2002年5月18日    | m.net頻道：Showking-m 戶外演唱會           | 汝矣島漢江公園           |                                                                                              |                                                                     |
| 2002年5月18日    | 美國商會-MBC：慈善演唱會                   | 蠶室室內體育館           |                                                                                              |                                                                     |
| 2002年6月3日     | KMTV「韓流音樂會」                         | 大邱Kolon戶外音樂堂      |                                                                                              |                                                                     |
| 2002年6月3日     | 「Dynamic 光州，韓流 Fever」韓中夢想演唱會 | 光州朝鮮大學體育場       |                                                                                              |                                                                     |
| 2002年6月4日     | 「齊聲應援 Festival」演唱會                | 首爾奧林匹克公園         | LG電子主辦（LG電子為2002年韓國足球國家隊官方贊助商）                                         |                                                                     |
| 2002年6月10日    | 「Viva Daum! We are one!」團結日           | 首爾樂園                 | Daum Communication 所舉辦的會員團結日活動                                                    |                                                                     |
| 2002年6月12日    | 韓中 Super Concert「Best 11」              | 東大門體育場             |                                                                                              |                                                                     |
| 2002年6月21日    | 「Korea Fighting」演唱會                   | 東大門體育場             | 為慶祝韓國進入世界盃八強所舉辦的演唱會                                                       |                                                                     |
| 2002年7月17日    | LG Card 演唱會                             | BEXCO 釜山會展中心       |                                                                                              |                                                                     |
| 2002年7月20日    | 「北京-漢城之夜」中韓優秀歌手演唱會        | 中国                     | 北京中央電視台一號演播大廳                                                                   |                                                                     |
| 2002年7月27日    | 幫助飢餓的朋友2002愛心分享演唱會           |                          | 首爾奧林匹克擊劍館                                                                           | 農心主辦的愛心分享音樂會                                            |
| 2002年7-8月間    | SKT「Starⓣing」系列演唱會                  |                          | 共在五個城市巡迴                                                                             |                                                                     |
| 2002年10月5日    | SM Life Love Concert                       | 首爾兒童大公園           | 為癌症與白血病兒童所舉辦的演唱會                                                             |                                                                     |
| 2002年10月27日   | 「首爾愛情節」演唱會                       | 首爾廣場                 | 首爾市政府主辦，市民日系列活動之一                                                           |                                                                     |
| 2002年           | 亞洲夢想演唱會                             | 日本                     | 東京NHK大廳                                                                                  | 第39屆亞太廣播聯盟（ABU ）頒獎典禮系列活動                          |
| 2002年11月23日   | SM Entertainment Live in China             | 中国                     | 浙江杭州市體育中心戶外操場                                                                   |                                                                     |
| 2002年12月22日   | 微笑慈善音樂會                             |                          | 首爾COEX會議中心三樓                                                                         |                                                                     |
| 2003年3月29日    | 「春花節之夜」開幕演唱會                   | 首爾兒童大公園           |                                                                                              |                                                                     |
| 2003年5月17日    | 2003 F*演唱會                              | 首爾奧林匹克主競技場     | 為協助伊拉克難民兒童的慈善演唱會                                                             |                                                                     |
| 2003年8月28日    | 東大門 Migliore 開幕五周年演唱會           | 首爾奧林匹克公園和平廣場 |                                                                                              |                                                                     |
| 2003年11月2日    | 「夢想、愛、希望」演唱會                   | 首爾奧林匹克擊劍館       | 樂透公益財團主辦，宣傳對弱勢團體的捐贈文化，組合S亦有表演                                    |                                                                     |
| 2003年11月16日   | 幫助飢餓的朋友2003愛心分享演唱會           | 首爾奧林匹克體操競技場   | 農心主辦的愛心分享音樂會，本年度組合S亦有參與                                                |                                                                     |
| 2003年11月22日   | 2003 Joy Concert                           | 首爾奧林匹克擊劍館       | 幫助少男少女的公益演唱會                                                                     |                                                                     |
| 2004年3月27日    | 2004 乾淨選舉與愛心分享音樂會              | 果川市政府大樓旁草地     |                                                                                              |                                                                     |
| 2004年4月18日    | 第53屆亞太旅行協會年會「前夜慶典」         | 濟州世界盃競技場         |                                                                                              |                                                                     |
| 2004年5月8日     | 韓流白夜節「韓流明星音樂會」               | 首爾廣場                 | 首爾市政府主辦，「Hi Seoul Festival 2004」系列活動之一                                       |                                                                     |
| 2004年6月21日    | 澳大利亞30周年音樂會                       |                          | 雪梨歌劇院                                                                                   | 紀念韓國移民澳大利亞30周年舉辦， 為韓國流行歌手首次在雪梨歌劇院演出 |
| 2004年6月26日    | 濟州韓日友好週「日韓聯合演唱會」           |                          | 濟州國際會議中心                                                                             |                                                                     |
| 2004年7月24日    | MTV Buzz Asia Concert                      | 蠶室室內體育館           | MTV台與韓國觀光公社合作的韓台日聯合演唱會                                                    |                                                                     |
| 2004年8月15日    | 8.15 和平音樂會                            | 京義線都羅山站           |                                                                                              |                                                                     |
| 2004年10月9日    | Euphoria 2004                              | 新加坡                   | Padang Field                                                                                 | 新加坡啤酒品牌 Tiger Beer 成立72周年活動                            |
| 2004年10月19日   | EBS力量音樂會                              |                          | 慶尚大學                                                                                     |                                                                     |
| 2004年11月3日    | 女性自由未來演唱會                         | 梨花女子大學             |                                                                                              |                                                                     |
| 2004年11月14日   | 創社特輯 2004 愛心分享演唱會               | 首爾奧林匹克體操競技場   | 農心主辦的愛心分享音樂會，同時也是SBS電視台創社紀念演唱會                                    |                                                                     |
| 2004年12月4-5日  | CGV 光州10號開幕表演                       | CGV 光州                 |                                                                                              |                                                                     |
| 2005年1月22日    | 嘻哈救援隊演唱會                           | 奧林匹克公園奧林匹克大廳 | 參與成員：Eric、李玟雨                                                                       |                                                                     |
| 2005年1月25日    | 「韓日友好年2005」東京公演                 | 日本                     | 國立代代木競技場第二體育場                                                                   |                                                                     |
| 2005年3月5日     | MBC水木劇《悲傷戀歌》演唱會                |                          | 龍平滑雪渡假村                                                                               | 因應劇中場景拍攝舉辦的大型演唱會，Eric、申彗星因故沒參與            |
| 2005年3月11日    | 「2005 岐阜花卉節」慶祝演出                | 日本                     | 岐阜花卉節紀念公園                                                                           | 參與成員：李玟雨，亦為本年度花卉節親善大使                          |
| 2005年3月19日    | 「K-1 World Grand Prix 2005 首爾站」開幕   |                          | 首爾奧林匹克體操競技場                                                                       | 參與成員：申彗星，作為韓國代表演唱國歌                              |
| 2005年4月2日     | I Love 幫助朝鮮兒童演唱會                  |                          | 首爾綜合運動場                                                                               |                                                                     |
| 2005年4月21日    | 「'Let's CokePLAY'Battle Shinhwa」開幕     |                          | KBS88體育館                                                                                  | 以「尋找第二個神話」為標語的Mnet電視台選秀節目                      |
| 2005年4月24日    | Super Live Concert「外出」                 |                          | 首爾延世大學露天劇場                                                                         | 參與成員：李玟雨，電影《外出》演唱會                                |
| 2005年4月30日    | GAG ONE CONCERT                            |                          | 首爾兒童大公園圓頂藝術廳                                                                     | 參與成員：李玟雨                                                    |
| 2005年5月29日    | LA Multiethnic Joint Live Concert          | 美国                     | 好萊塢柯達劇院                                                                               | 參與成員：申彗星                                                    |
| 2005年6月17日    | 全州藝術高中Moak藝術節                     |                          | 全州全羅北道索里藝術中心                                                                     | 參與成員：李玟雨                                                    |
| 2005年6月18日    | 2005 Super Concert All for One in Asia     |                          | 首爾奧林匹克主競技場                                                                         | 參與成員：李玟雨                                                    |
| 2005年7月21日    | 韓日彩虹演唱會                             | 日本                     | 東京 Zepp Tokyo                                                                              | 參與成員：李玟雨、申彗星                                            |
| 2005年8月1日     | 2005 APEC 釜山海祭 開幕演唱會              |                          | 釜山海雲臺海水浴場                                                                           |                                                                     |
| 2005年8月6日     | Mega Summer Concert                        |                          | 首爾林                                                                                       | 參與成員：申彗星                                                    |
| 2005年8月15日    | 「與人民一起飛翔的節日」演唱會             |                          | 首爾光化門廣場                                                                               | 韓國「光復60周年」慶祝活動之一                                      |
| 2005年8月31日    | 電影《外出》宣傳活動                       | 日本                     | 埼玉超級競技場                                                                               | 參與成員：申彗星〔S組合〕，演唱電影主題曲                           |
| 2005年9月24日    | 韓流全明星高峰會                           | 日本                     | 埼玉超級競技場                                                                               |                                                                     |
| 2005年10月29日   | 「2005 To Friends of Asia」韓日聯合演唱會  |                          | 首爾奧林匹克主競技場                                                                         | 以紀念韓日建交40周年與幫助南亞海嘯災民為主題的演唱會                |
| 2005年11月13日   | 2005 愛心分享演唱會                        |                          | 首爾奧林匹克體操競技場                                                                       | 參與成員：李玟雨，Andy擔任主持人                                    |
| 2006年4月15日    | M Countdown in Japan                       |                          | 日本武道館                                                                                   | CJ Media Japan 開幕慶典音樂會                                       |
| 2006年5月9日     | SBS特別節目「老師，我愛你」                |                          | 蠶室室內體育館                                                                               | 金烔完母校徽文高中建校百年慶祝活動之一，金烔完擔任主持人            |
| 2006年6月6日     | K-POP Super Live 2006                      | 日本                     | 大阪城音樂廳                                                                                 | K-POP 슈퍼라이브 2006                                               |
| 2007年2月14日    | Valentine Super Concert 2007               | 日本                     | 埼玉超級競技場                                                                               |                                                                     |